# Bushiella vitjazi
Bushiella vitjazi är en ringmaskart som beskrevs av Rzhavsky 1988. Bushiella vitjazi ingår i släktet Bushiella och familjen Serpulidae. Inga underarter finns listade i Catalogue of Life.